# Karl Hoeck
Karl Friedrich Christian Hoeck (* 13. Mai 1794 in Oelber am weißen Wege; † 13. Januar 1877 in Göttingen) war ein deutscher Althistoriker, Altphilologe und Bibliothekar.

## Leben
Nach dem Besuch des Herzoglichen Großen Schule in Wolfenbüttel studierte Hoeck von 1812 bis 1816 Altertumswissenschaften an der Georg-August-Universität Göttingen. Schon während der Studienzeit trat er mit der Universitätsbibliothek Göttingen in Verbindung: 1814 wurde er Accessist, 1815 Sekretär. Gegen Ende seines Studiums war er gemeinsam mit Christian Karl Josias von Bunsen, Karl Lachmann und Ernst Schulze Mitglied des Philologischen Seminars und spezialisierte sich unter der Leitung von Arnold Heeren auf die Alte Geschichte. Mit einer Preisschrift aus dem Jahr 1816 erreichte er am 3. März 1818 seine Promotion und arbeitete ab Ostern desselben Jahres als Privatdozent für Klassische Philologie und Alte Geschichte an der Universität Göttingen. Als Philologe hielt er exegetische Veranstaltungen über die Historiker Herodot und Livius und über den Redner Demosthenes, als Historiker über das Gesamtgebiet der Alten Geschichte und der Antiquitäten.
Im Jahr seiner Ernennung zum außerordentlichen Professor, 1823, veröffentlichte Hoeck den ersten Band seines Hauptwerkes über Mythologie, Geschichte, Religion und Verfassung der Insel Kreta von der Vorgeschichte bis zur römischen Zeit. Im ersten Band behandelte er die Topographie und Urgeschichte der Insel, im zweiten Band (1828) das minoische Kreta, im dritten (1829) das dorische. Obwohl dieses Werk von der Fachwelt hochgeschätzt wurde, war sein Erfolg von der kurz zuvor erschienenen Geschichten Hellenischer Stämme und Städte (Breslau 1820–1824) von Karl Otfried Müller beeinträchtigt.
Hoecks Karriere wurde von dieser Einschränkung nicht beeinträchtigt. Zwei Jahre nach der Lösung einer von der Göttinger Königlichen Gesellschaft der Wissenschaften gestellten Preisaufgabe wurde er 1831 zum ordentlichen Professor der Klassischen Philologie und Alten Geschichte befördert. Die Universitätsbibliothek ernannte ihn 1835 zum Unterbibliothekar und nahm ihn in die Bibliothekskommission auf. 1839 wurde er in die Honorenfakultät der Universität aufgenommen, 1841 als ordentliches Mitglied in die Königliche Gesellschaft der Wissenschaften. Seine Gedächtnisrede auf seinen Mentor Heeren, die er nach dessen Tod 1842 vor der Gesellschaft gehalten hatte, wurde 1843 gedruckt.
In den 40er Jahren erschien Hoecks zweites großes Werk, das die römische Geschichte vom Verfall der Republik bis zu Kaiser Konstantin behandeln sollte. Besondere Aufmerksamkeit widmete Hoeck der Verfassung und Verwaltung des Römischen Kaiserreiches. Aufgrund des stetig anwachsenden Materials blieb das Werk unvollendet: Lediglich der erste Band, der die Zeit von Augustus bis Nero behandelte, erschien in drei Abteilungen (1841, 1843, 1850).
Den Höhepunkt seiner Laufbahn erlebte Hoeck, als er 1845 zum Nachfolger des verstorbenen Georg Friedrich Benecke in der Leitung der Universitätsbibliothek ernannt wurde. Hier lebte er noch dreißig Jahre in Amt und Würden, wurde 1858 zum Oberbibliothekar befördert und 1862 zum Hofrat ernannt. Während seiner Amtszeit verwaltete er die Bibliothek nach den alten Grundsätzen und Organisationsformen, die noch auf Christian Gottlob Heyne zurückgingen. Durch die Stagnation der Bestände seit den 30er Jahren war auch kein Bedürfnis nach Reformen vorhanden. 1865 wurde ihm das Ehrenbürgerrecht der Stadt Göttingen verliehen. 1875, nach sechzig Jahren im Dienst der Bibliothek, beantragte Hoeck den Ruhestand und schied aus der Bibliotheksleitung aus. Er starb zwei Jahre später im 83. Lebensjahr.

## Schriften (Auswahl)
- Kreta: ein Versuch zur Aufhellung der Mythologie und Geschichte, der Religion und Verfassung dieser Insel; von den ältesten Zeiten bis auf die Römer-Herrschaft  3 Bände. Rosenbusch, Göttingen 1823. (Digitalisat Band 1), (Band 2)
- Römische Geschichte vom Verfall der Republik bis zur Vollendung der Monarchie unter Constantin. Westermann, Braunschweig 1843. (Digitalisat Band 1,1)